# Alcis megaspilaria
Alcis megaspilaria là một loài bướm đêm trong họ Geometridae.